# MMM Bop
Az MMMBop című dal az amerikai Hanson fivérek első 1997. április 15.-én megjelent kislemeze, mely a Middle of Nowhere című stúdióalbumuk első kimásolt dala. A dalt két Grammy-díjra is jelölték a 40. Grammy Awards díjkiosztón 1998. februárjában. A csapat a mai napig sikeres, bár első debütáló daluk különösen nagy siker volt, és több Európai országban is kiemelkedő helyezést ért el, több országban 1. helyezett volt. Többek között az Egyesült Királyság, Németország, Ausztrália, Mexikó. A kislemezből az Egyesült Királyságban 710.000 példányt értékesítettek, és a dal 3 hétig volt első helyezett a brit kislemezlistán.
A The Village Voice Pazz & Jop kritikusai kedvezően értékelték a dalt, miközben a Rolling Stone, a Spin és a VH-1 zenecsatorna szavazatai alapján a 90-es évek 100 legszebb dalai között szerepel, ahol a 98. helyen debütált.

## Előzmények
A dal eredetileg az 1996-os MMM Bop című albumon szerepelt egy lassabb változatban, azonban a The Dust Brothers producerek tempósabbá tették a dalt, így lett slágerlistás helyezés, és leginkább ebben a változatban ismert.
Egy 2004-es interjú során Zac Hanson az alábbiakat nyilatkozta a dalról:
"A dalt ténylegesen az első stúdióalbumunkra vettük fel, mely eredetileg teljesen különbözött az 1997-ben megjelent változattól. Azonban egy év alatt a dal többek fejében megragadt, mely azt eredményezte, hogy a dalt teljesen átdolgozzuk, így született meg a sikeresebb változat, mely 1997-es albumunkra került fel. A dal arról szól, hogy meg kell tartani azokat a dolgokat, melyek számunkra nagyon fontosak, így értékelni kell azokat a dolgokat, az életet, az ifjúságot, a pénzt, vagy bármit, amit felépítettél az életed során. A dalt igazán nem inspirálták olyan művészek, akikre felnézünk, csupán az 50-es 60-as évek zenéje volt az, ami megfogott bennünket. Talán a Beach Boys adott egy kisebb löketett, akikért annak idején rajongtak a lányok."

## Megjelenések
7"  UK Mercury – HANJB 1
- A	Mmm Bop (Single Version) 3:50
- B	Mmm Bop (Album Version) 4:27

12" (promo)  US Mercury – 314 574 261-1DJ
- A1	Mmm Bop (Berman Brothers Club Mix) 5:14
- A2	Mmm Bop (Berman Brothers Club Instrumental) 5:14
- B1	Mmm Bop (Soulful Club Mix) 5:27
- B2	Mmm Bop (Berman Brothers Radio Mix) 3:17
- B3	Mmm Bop	4:27

CD Single  UK Mercury – 574 501-2
1. MMM Bop (Single Version) 3:50
2. Man From Milwaukee (Garage Mix) 3:38
3. MMM Bop (Dust Brothers Mix) 4:29 Engineer [Mix Engineer] – Rob Serfert,  Mixed By – The Dust Brothers
4. MMM Bop (Album Version) 4:27

MC Single  US Mercury – 314 574 261-4
- A	Mmm Bop (Radio Version) 3:50
- B	Mmm Bop (Dust Brothers Mix) 4:29 Remix – The Dust Brothers

## Slágerlista

### Heti összesítések
| Slágerlista (1997–98)                        | Legjobb helyezések |
| -------------------------------------------- | ------------------ |
| Ausztrália (ARIA)                            | 1                  |
| Ausztria (Ö3 Austria Top 40)                 | 1                  |
| Belgium (Ultratop 50 Flanders)               | 1                  |
| Belgium (Ultratop 50 Wallonia)               | 4                  |
| Kanada (RPM)                                 | 1                  |
| Európa (European Hot 100)                    | 1                  |
| Finnország (Suomen virallinen lista)         | 4                  |
| Franciaország (SNEP)                         | 4                  |
| Németország (Official German Charts)         | 1                  |
| Izland (Íslenski Listinn Topp 40)            | 8                  |
| Írország (IRMA)                              | 1                  |
| Olaszország (FIMI)                           | 6                  |
| Hollandia (Dutch Top 40)                     | 2                  |
| Új-Zéland (Recorded Music NZ)                | 1                  |
| Norvégia (VG-lista)                          | 2                  |
| Skócia (Official Charts Company)             | 1                  |
| Spanyolország (AFYVE)                        | 1                  |
| Svédország (Sverigetopplistan)               | 1                  |
| Svájc (Schweizer Hitparade)                  | 1                  |
| Egyesült Királyság (Official Charts Company) | 1                  |
| US Billboard Hot 100                         | 1                  |
| US Adult Contemporary (Billboard)            | 21                 |
| US Adult Top 40 (Billboard)                  | 5                  |
| US Mainstream Top 40 (Billboard)             | 1                  |

| Slágerlista (1997)                   | Helyezések |
| ------------------------------------ | ---------- |
| Australian Singles Chart             | 5          |
| Canadian RPM Singles Chart           | 4          |
| Európa (Eurochart Hot 100)           | 10         |
| Németország (Official German Charts) | 16         |
| Új-Zéland (Recorded Music NZ)        | 4          |
| UK Singles Chart                     | 11         |
| US Billboard Hot 100                 | 12         |

### Minősítések
| Ország                           | Minősítés  | Eladások  |
| -------------------------------- | ---------- | --------- |
| Ausztrália (ARIA)                | 2x platina | 140.000   |
| Belgium (BEA)                    | platina    | 50.000    |
| Németország (BVMI)               | Platina    | 500.000   |
| Egyesült Királyság (BPI)         | platina    | 758.000   |
| Új-Zéland (RMNZ)                 | platina    | 10.000    |
| Svédország (GLF)                 | platina    | 30.000    |
| Svájc (IFPI)                     | arany      | 25.000    |
| Amerikai Egyesült Államok (RIAA) | platina    | 1.500.000 |